# 日英通商航海条约
日英通商航海条约 (英语：Treaty of Commerce and Navigation between Great Britain and Japan) 由日本与英国在1894年7月16日签署。条约象征西方列强对日本之不平等条约与治外法权的结束。由1899年7月17日开始，在日本的英国国民会受到日本法律的限制，而非英国法律与领事法庭。其他国家也跟随英国的协议。以往根据德川幕府与列强的协定，外国人有权在条约港自由居住，而且由西方制定了相关法例管制。条约签订后，以上外人居住权之法例被取消。
条约由英国代表约翰·伍德霍斯（John Wodehouse, 1st Earl of Kimberley）与日本代表青木周藏在伦敦签署。日本与英国的协议，是1902年英日同盟的必要条件，皆因两国必须在地位平等之下缔结同盟。促成条约签订的官员，包括英方的休·弗雷泽 (Hugh Fraser) 、約翰·哈林頓·歌賓斯（John Harington Gubbins）与日方的陆奥宗光。

## 参看
- 日英关系